# Прапор і герб кантону Золотурн
Прапор і герб Золотурна — офіційні емблеми кантону та міста Золотурн.

## Описи
Геральдичний опис герба Золотурна такий: «Пересічений на червоне і срібне півполе».
Вексилологічний опис прапора Золотурна: «Пересічений на червону і білу частини». Коли прапор піднятий, червона частина завжди знаходиться у верхній частині.
Герб і прапор ідентичні, зверху завжди червоний, а знизу білий.

## Історія та значення
Кантон і місто Золотурн історично пов'язані з Святим Урсом, членом Фіванського легіону. І досі собор у Золорі присвячений цьому святому. Святий Урс, який втік від різанини Фіванського легіону, нібито був переслідуваний посланцями Максиміана Геркулеса аж до Золотурна, де його катували, а потім стратили на тому самому місці, де зараз стоїть собор. Різні зображення святого приписують йому герб територіальної абатства Сен-Моріс д'Агаун (і легіонера Святого Маврикія), з якого він втік, що складається з білого трилисника на червоному тлі.
Від прапора Святого Маврикія залишилися лише кольори, а саме червоний та білий. Таким чином, саме прапор передував гербу. Найдавнішим архівом, що засвідчує існування герба, є печатка Золотурна 1394 року, а інформація про кольори датується 1443 роком на рахунку-фактурі, в якому зазначено червону та білу тканину для виготовлення прапора.
Використання червоного та білого кольорів посилювалося
, коли Святий Урс запобіг та захистив жителів Золотурна від нападу Леопольда I Австрійського у 1318 році. Деякі австрійці були змиті повенями річки Ааре, але були врятовані жителями Золотурна. Ця подія зображена в ілюстрованих літописах «Шпіцької хроніки» Дібольда Шиллінга Старшого 1485 року. Переможений герцог покинув місто та подарував Святому Урсу квадратний прапор, ідентичний австрійському прапору, на знак подяки за порятунок свого народу. Червоний та білий кольори також могли бути повторно використані як символ гордості.
Нарешті, під час війни в Гюммене (1331—1333) прапор Солеру був захоплений містом Бургдорф, і в документах того часу вже згадуються червоний і білий кольори, проте без вказівки на їх розташування.

## Інші вексилологічні та геральдичні зображення
Прапор також випускається у вигляді орифлами, з хвостом або з плоскою основою. Прапор-орифлама кантонів, на якому у верхній частині зображено прапор кантону, а в нижній частині — кольори кантону, називається «повним» прапором. Для цього прапора потрібно переконатися, що червоний колір знаходиться біля древка.
Герб можна знайти на задніх номерних знаках транспортних засобів, зареєстрованих у кантоні Золотурн.

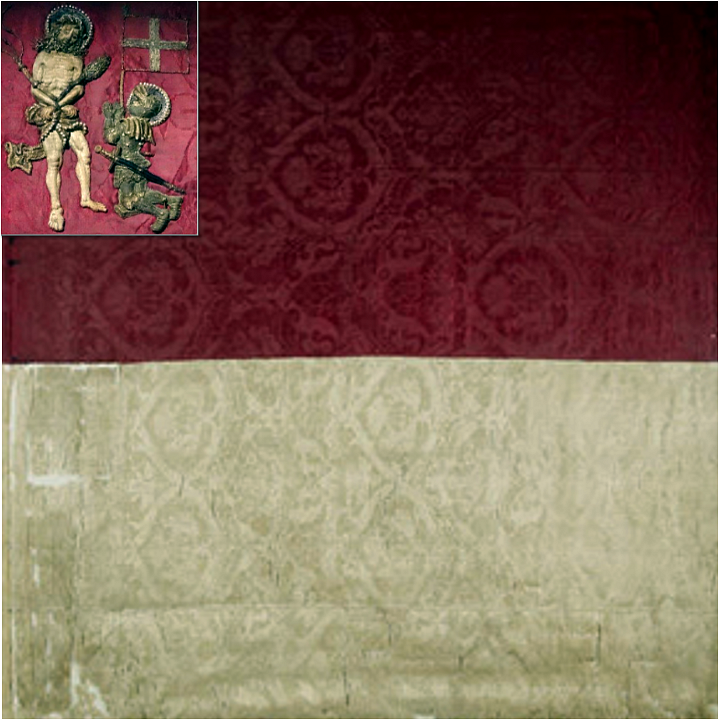
Почесний подарунок 1512 року від Папи Юлія II католицькому кантону Золотурн. Шовковий прапор з вишитим мотивом (збільшений)
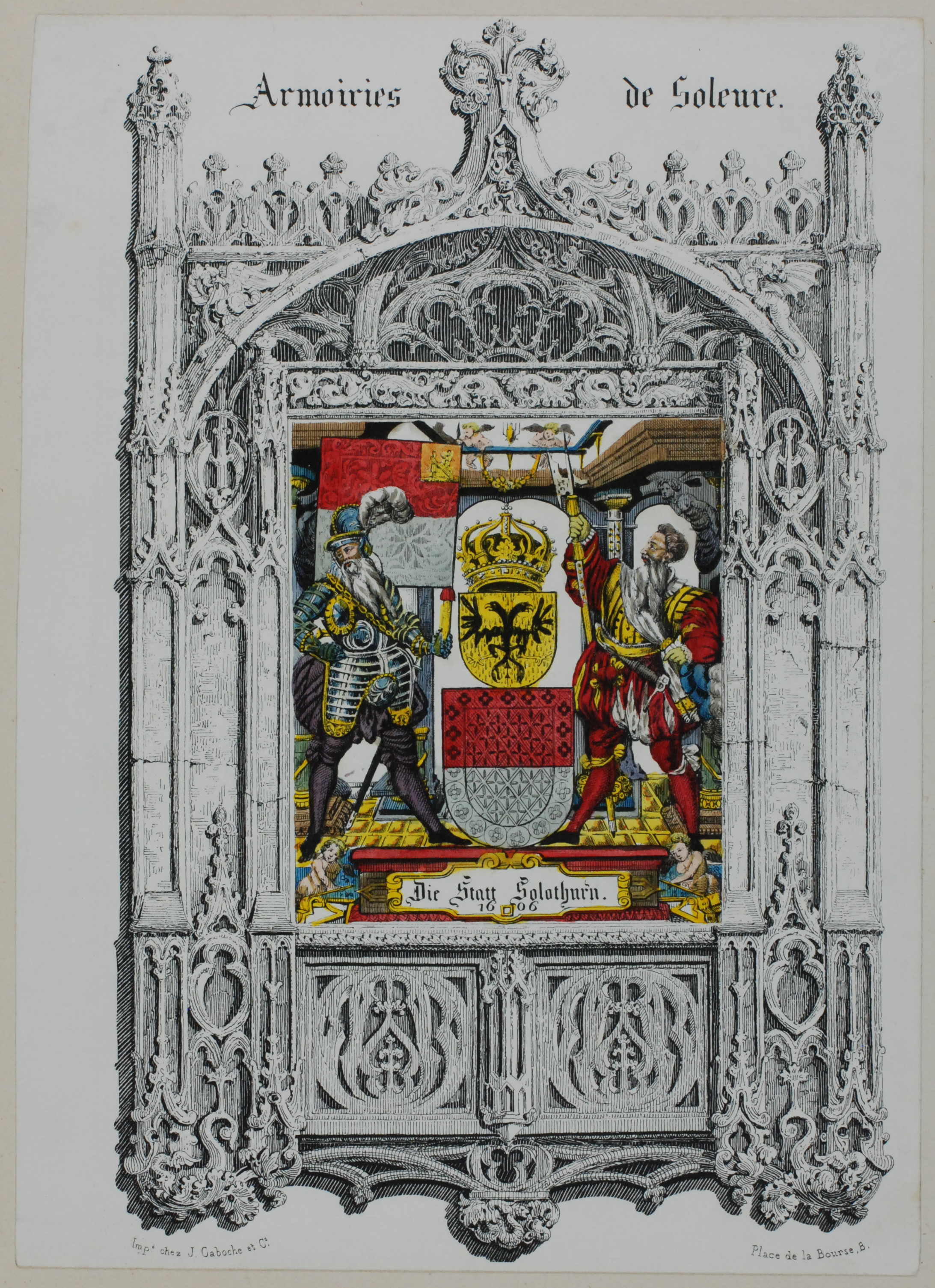
Герб Золотурна (1606)
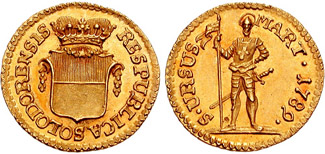
Золота монета у чверть дублона (1789)
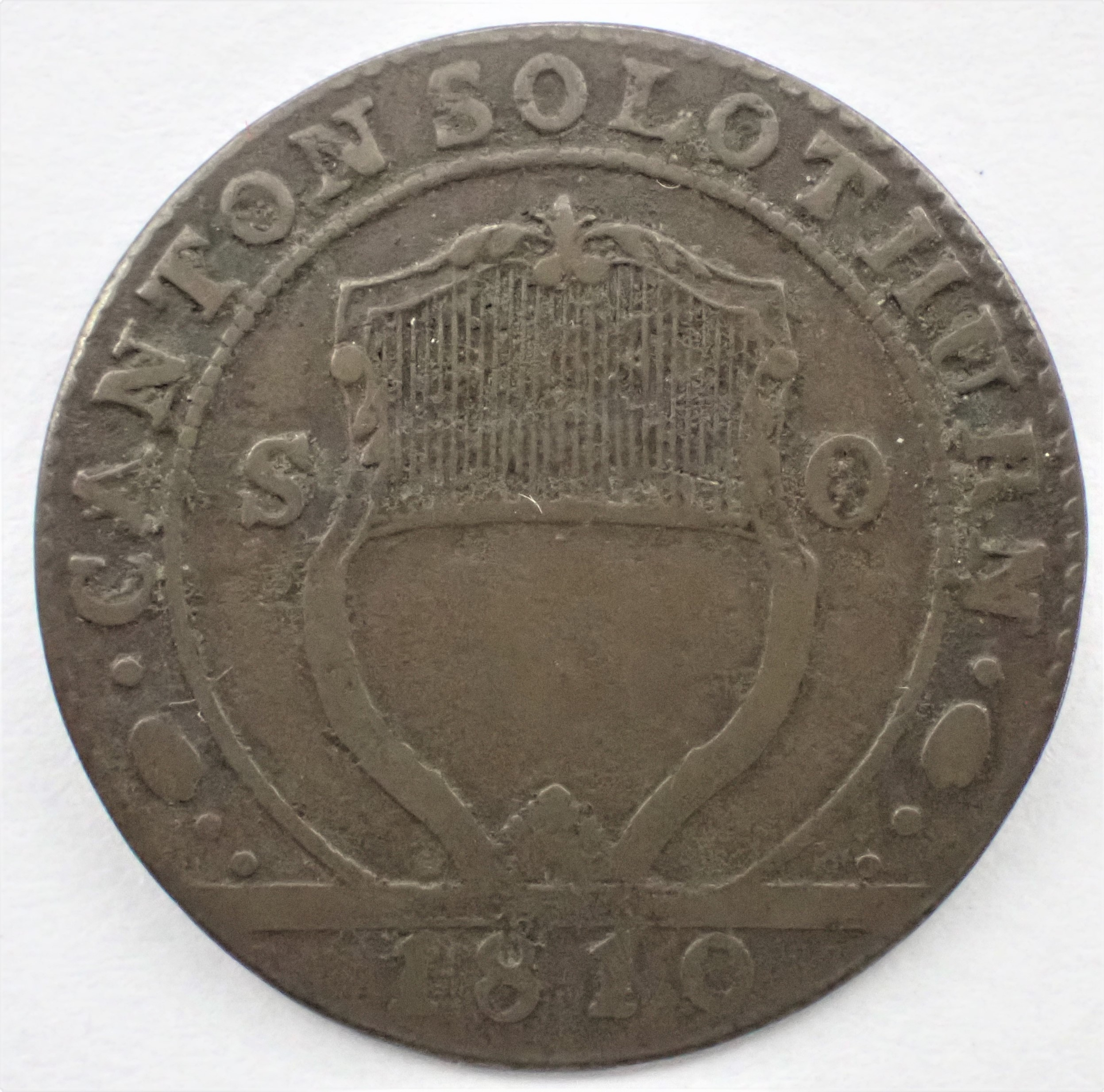
Золотурнський батцен (1810)
Повний прапор Золотурна
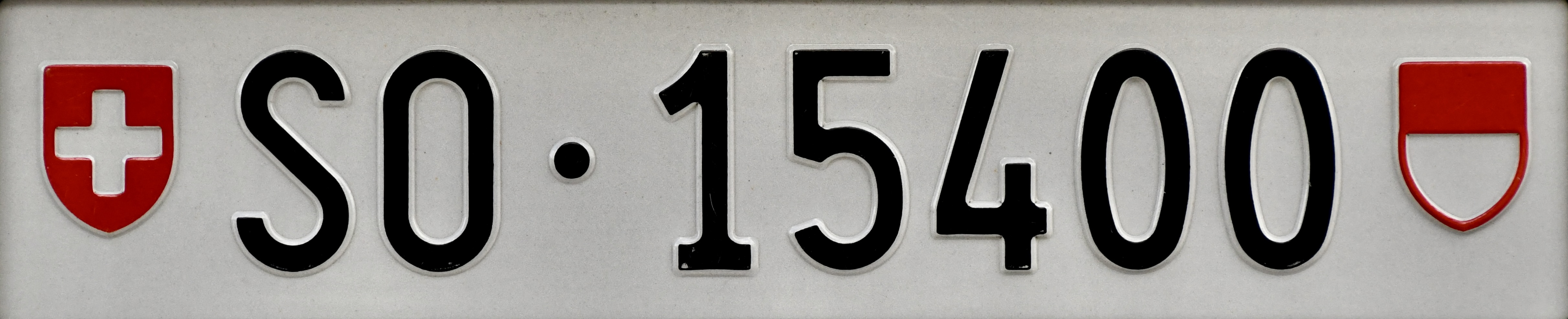
Задній номерний знак Золотурна
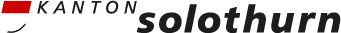
Лого Золотурна